# 理夏德·帕鲁尔斯基
理夏德·帕鲁尔斯基（波蘭語：Ryszard Parulski，1938年3月9日—2017年1月10日），波兰男子击剑运动员，他曾获得1961年世界击剑锦标赛男子花剑个人冠军。他也曾参加1960年、1964年和1968年三届夏季奥运会，共收获一枚银牌和一枚铜牌，均来自于男子花剑团体小项。